# Black Devils MC
Der Black Devils MC ist ein Motorcycle-Club, der 1969 in Wiesbaden gegründet wurde.
Im Jahr 1996 wuchsen die Black Devils über die deutschen Grenzen hinaus. Die ersten Black Devils außerhalb Deutschlands kamen aus Italien, wo der Chapter Imola (heute Bologna) gegründet wurde und damit der Black Devils MC Italy. Heute reichen die Chapter der Black Devils von Wiesbaden bis nach Lecce. Ein bekanntes ehemaliges Mitglied der Wiesbadener Black Devils, Manfred Meyer († 6. Januar 2009), war jahrzehntelang Security-Chef der Punk-Rock-Band Die Toten Hosen und Türsteher im Musikclub Batschkapp in Frankfurt am Main.